# كمران

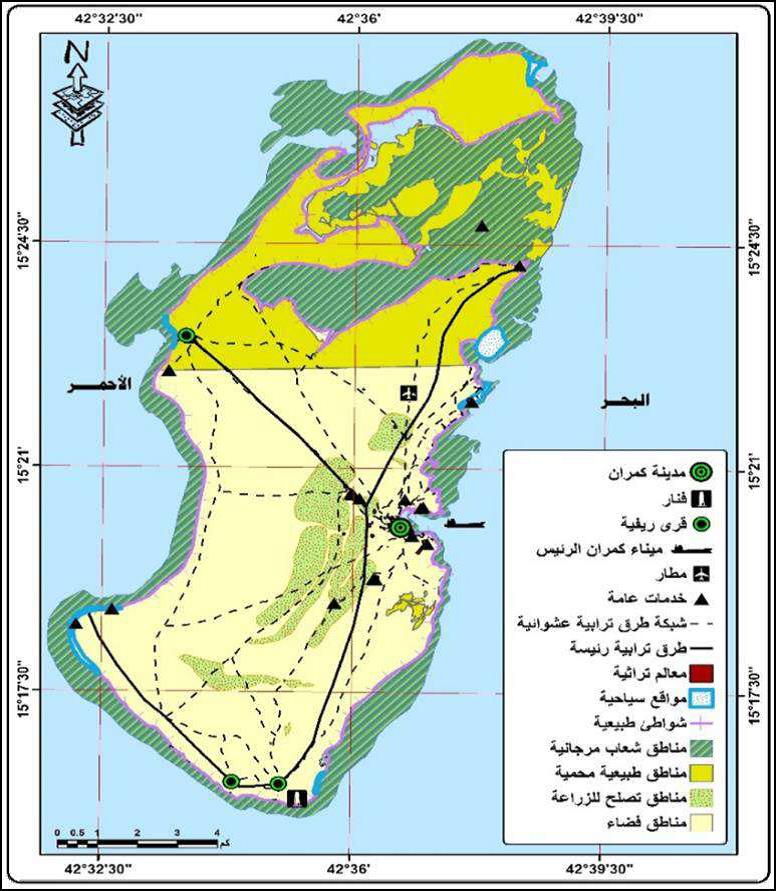
خريطة استعمالات الأرض في جزيرة كمران

كمران هي إحدى جزر الجمهورية اليمنية. تتبع جغرافيا لمحافظة الحديدة وإداريًا لمديرية كمران. يبلغ تعداد سكانها 3032 نسمة حسب الإحصاء الذي أجري عام 2004.

## الموقع
تقع جزيرة كمران اليمنية قبالة الساحل الغربي للصليف بمسافة 6 كم، تبلغ مساحة الجزيرة حوالي 100 كم2، وهي بمثابة حزام أمني لميناء الصليف وكذلك أمن دخول وخروج السفن وتأتي أهميتها الإستراتيجية كونها تشرف على خطوط الملاحة الدولية المارة من جهتها الغربية، حيث كان البريطانيون قد استخدموها لهذا الغرض فيما مضى وتعد كمران لؤلؤة جزر البحر الأحمر، ويطلق عليها (سقطرى البحر الأحمر) جزيرة سياحية جميلة تمتاز بثراء وتنوع حيوي، وشواطئ رائعة ومواقع مثيرة للاهتمام تجعلها من إحدى أكثر المناطق جذباً للسياح، جزيرة ذات نكهة فريدة ومعالمها الأثرية والثقافية تحكي جانباً من تاريخها (الاستعماري)، فقد ظلت فترات طويلة من تاريخها عرضة لأطماع القراصنة والمستعمرين منذ عهد الرومان وانتهاء بالاستعمار البريطاني لها حتى العام 1967م.

### كمران في التاريخ
لجزيرة كمران تاريخ حافل ارتبط معظمه بالجانب العسكري الذي فرضه موقعها الاستراتيجي حيث تتحكم في رأس عيسى والصليف، وضعت إنجلترا يدها عليها عام 1949م، رغم أن معاهدة لوزان المعقودة عام 1923م نصت على أن إشراف بريطانيا على الجزيرة هو لأجل استخدامها كمحجر صحي للحجاج، والتي اعترفت بريطانيا حينها بأن الجزيرة مخصصة لهذا الغرض في معاهدتها مع فرنسا وإيطاليا وهولندا حتى عام 1938م ولكنها أعلنت من تلقاء نفسها في عام 1949م بأن الجزيرة أصبحت كما لو أنها إحدى المستعمرات أو الممتلكات البريطانية معتمدة على قوتها الحربية فقط، مع أنه لا سند قانونياً في وجودها فيها على الإطلاق، وأن اليمن أضعف من أن تستطيع إخراجها بالقوة لم يكن موقع الجزيرة الحربي هو كل شيء في المشكلة فقد أصبح معروفاً حينها أن المنطقة التي تقع أمهامها الجزيرة وهي منطقة الصليف وابن عباس غنية بحقول النفط، وقد بدأ الإنجليز آنذاك بدورهم بالبحث عن النفط في الجزيرة وأقاموا منشآت كثيرة فيها، وتوحي منشآتهم التي دمروها عند جلائهم منها كما لو أنهم لن يغادروها إلاّ أنهم فعلوا ذلك في العام 1967م من القرن الماضي الذي شهد انحسار الاستعمار في كثير من بقاع العالم، ولم تعد بريطانيا الإمبراطورية التي لا تغيب عنها الشمس!

### المقومات الطبيعية للسياحة
لكمران طبيعة رائعة، وطقس جميل على مدار العام والجزيرة كما لو كانت هضبة من صخور مرجانية تبدو واضحة في معظم شواطئها الشرقية، ويبدو جلياً النحر البحري الذي أحدثته الأمواج هنا على مر العصور تاركاً أشكالاً رائعة في التشكيلات الصخرية هنا وهناك.. وتحيط بالجزيرة شواطئ جميلة من جميع الجهات تتنوع ما بين رملية وصخرية والجزيرة تتوسطها منخفضات واسعة صالحة للزراعة في معظمها، في حالة هطول أمطار أو توفر مياه عذبة، وبخاصة جنوب الجزيرة، وفي نصف الجزيرة الشمالي الأرض مسطحة تنتهي بشواطئ رملية ناعمة، كما تغطي أشجار «الجندل» أو ما يعرف بأشجار القرم الساحلي مساحات واسعة من شمال وشمال شرق الجزيرة تبلغ مساحتها بين 25 - 30 كيلو متراً مربعاً، وهي ملاذ للغزلان التي يتناقص أعدادها باستمرار نتيجة الصيد، وتعتبر المنطقة موائل للعديد من الطيور المستوطنة والمهاجرة، إلى جانب أن المكان بيئة ملائمة لتكاثر أسماك الجمبري وعدد من الأسماك والأحياء المائية الأخرى والمكان مرشح لإعلانه محمية طبيعية.. إذ تتوفر مقومات البحث العلمي في التنوع البيلوجي من نباتي وحيواني وتكثر فيه الأعشاب البحرية والإسفنج وقنافذ البحر ومناطق تعشيش السلاحف، ناهيك عن غابات من الشعاب المرجانية التي تحيط بالمكان ممتدة على معظم الشواطئ الشرقية والغربية للجزيرة تشكل مواقع مثالية (عالمية) للغوص.. زد على ذلك مجموعة الجزر الواقعة ضمن أرخبيل كمران عند شواطئها الغربية والجنوبية التي تتوفر فيها مواقع غوص عدة على أعماق مختلفة لهواة ومحترفي الغوص وسط الشعاب المرجانية الكثيفة والرائعة حول تلك الجزر ويوجد في الجزيرة ثلاثة تجمعات سكانية، فإلى جانب مدينة كمران العاصمة هناك قرية «مكرم» عند منتصف الساحل الغربي وتبعد 8 كم عن مدينة كمران، وهي قرية شاطئية جميلة وموقع لتجمع الصيادين في الجزيرة.. وفي أقصى الجنوب تقع قرية «اليمن» بمسافة 10 كم من مدينة كمران.. أما عند نهاية الجنوب الغربي للجزيرة والمسمى بالفُرّة أو «الفُرَّعْ) فيوجد واحد من أجمل المواقع الشاطئية في الجزيرة.. المكان عبارة عن واحة خضراء من أشجار الدوم الكثيفة والنخيل والممتدة حتى الشاطئ والمكان من المواقع الرائعة الصالحة لاقامة العديد من المنشآت السياحية للسياحة والاستحمام، وممارسة مختلف أنواع الرياضات المائية.. شاطئ رملي بمياهه الصافية الزرقاء ومناظر خلابة بمحاذاة الشاطئ تجبرك على استنفاد ما جلبته معك من أفلام تصوير!.. وفي هذا المكان بالذات يمكن تسجيل أجمل لحظات غروب الشمس.
أما كمران المدينة فتعتبر بحق درة الجزيرة ومتحفاً مفتوحاً يجمع كل مفردات المنتج السياحي (البيئي والثقافي) الذي يبحث عنه الزائر والسائح والباحث والمستثمر، والمدينة هي أول ما يصادفه الزائر إلى الجزيرة عبر القارب القادم من رصيف الصليف على البر الرئيسي وخلال دقائق.. ومن على رصيف القوارب في المدينة فإن أول ما يطالعك مباني المدينة التي هي شبيهة بمثيلاتها في المدن الساحلية بسهل تهامة، كما يمكنك مشاهدة جامع كمران الأثري وقلعتها التاريخية القديمة المعانقة للبحر.. أما من جهة الشرق فالمباني تأخذ طابعاً مختلفاً وهي من مخلفات المستعمر البريطاني ومنها استراحة الملكة إليزابيت ومقر الحاكم العسكري البريطاني وثكنات الجنود والضباط ومحطة تحلية المياه.. كما يوجد قبالة الرصيف مباشرة مبنى قديم لوكالة تجارية أقامها الهولنديون.. وهناك بقايا لأرصفة وجسور صغيرة.
إلى الغرب من مدينة كمران توجد واحة خضراء لأشجار مثمرة وغيرها والمكان مجرى واد يسمى «حديقة باريس» يبدأ في الأعلى بسد قديم لتجميع مياه الأمطار ويليه عدد من الآبار الصخرية التي تمتلئ بالماء المتدفق من السد في حال امتلائه من مياه الأمطار. ويبدو أنها أقيمت فيما مضى لمواجهة الشحة في المياه العذبة بالجزيرة.. وفي ضواحي المدينة شمالاً هناك بقايا المطار الذي دمره البريطانيون عند رحيلهم ويمكن إعادة تأهيله ليخدم حركة النقل من وإلى الجزيرة.. أما في الضاحية الجنوبية للمدينة فهناك المقبرة الملكية ومعلم آخر رائع يسمى الحديقة الملكية، حيث كان يفر إلى هنا الجنود البريطانيون من مختلف مستعمرات الكومنولث لقضاء إجازاتهم.. والمكان يمكن إعادة تأهيله والاعتناء بأشجار النخيل والدوم التي تزينه وكذا المرافق الملحقة بالحديقة واستغلال المكان بما يخدم البنية التحتية للسياحة في الجزيرة.
كيف من يريد التعديل يعدل هذا غلط
وفي جزيرة كمران هناك ما يمكن اليوم رصده أيضاً: آثار زائلة لسكة قطار داخلي، بقايا قلعة فارسية متآكلة، سارية منتصبة أمام باحة منزل الحاكم البريطاني، قبر الولي العراقي، جبل المجاذيم وغابة مائية عائمة.
نزل فيها الملك فاروق ست ساعات، في زيارة سياحية خاطفة، مطلع خمسينيات القرن الماضي، ويقال أن أم الأمير تشارلز قضت فيها شهر العسل.
وقد كانت جزيرة كمران الواقعة في البحر الأحمر على بعد سبعة كيلو مترات من ميناء الصليف، تحفة طبيعية، تؤكد المعلومات الرسمية أن البريطانيين غادروها عام 1967 وفيها 20 ألف غزال.
تحيطها خمس جزر رئيسة، وتاريخ حافل بالحملات العسكرية، منذ بداية القرن السادس عشر وحتى القرن العشرين: البرتغال، المماليك، العثمانيين، البريطانيين، والفرس قبل ذلك.
ولقد تعدى الأمر مسألة الغزو إلى التجارة: اشترى التاجر المعروف محمد بن عقيل الجزيرة من الشريف حمود، حاكم أبي عريش، لحساب الفرنسيين.

## روابط خارجية
- موقع جزيرة كمران الإلكتروني